# Hamengkubuwono VI
 (février 2020).
Si vous disposez d'ouvrages ou d'articles de référence ou si vous connaissez des sites web de qualité traitant du thème abordé ici, merci de compléter l'article en donnant les références utiles à sa vérifiabilité et en les liant à la section « Notes et références ».
Hamengkubuwono VI (10 août 1821 - 20 juillet 1877) était le sixième sultan de Yogyakarta. Il régna de 1855 à 1877.